# Бергер, Ли
Ли Бергер (англ. Lee R. Berger; род. 22 декабря 1965, Шони Мишен) — палеоантрополог американского происхождения из Южной Африки, сотрудник Университета Витватерсранда под Йоханнесбургом, работает в университетском подразделении «Институт эволюции человека» (Institute for Human Evolution).
В 2010 году он опубликовал описание нового вида австралопитеков.
На основании уникальных анатомических черт, присущих найденным окаменелым останкам, Бергер и его исследовательская группа отнесли кости к новому виду, Australopithecus sediba. Более того, они предположили, что обнаруженное в скелетах сочетание примитивных черт, характерных для австралопитеков, и прогрессивных признаков, свойственных представителям рода Homo, свидетельствует о привилегированном положении этого вида на филогенетическом древе гоминид в качестве прямого предка человека разумного.
В сентябре 2013 года двумя спелеологами в известной пещере Восходящая звезда был обнаружен проход с останками костей, похожих на человеческие. Бергер узнал об этом но из-за маленького размера прохода не смог попасть туда сам. Понимая важность этой находки, он решает организовать экспедицию и через социальные медиа находит квалифицированных исследователей. В сентябре 2015 года группа публикует информацию о новом виде людей Homo naledi. Возглавляемая им группа исследователей удостоилась NCSE Friend of Darwin Award (2023).